# Quinton Fortune
Quinton Fortune (Ciudad del Cabo, 21 de mayo de 1977) es un exfutbolista y entrenador sudafricano que se desempeñaba como mediocentro y fue internacional con la selección de Sudáfrica. Actualmente forma parte del cuerpo técnico del Real Oviedo.

## Trayectoria deportiva

### Profesional
Fortune dejó Sudáfrica con 14 años y se trasladó a Inglaterra donde jugó para el Tottenham Hotspur junior (mientras asistía a la Forest School), pero nunca jugó para el primer equipo. Después de tener problemas para obtener su permiso de trabajo, Fortune se trasladó a España, donde, después de un leve paso por el RCD Mallorca, recaló en el Atlético de Madrid.
El 1 de agosto de 1999 el Manchester United lo compró al Atlético de Madrid e hizo su primera aparición con el club el 30 de agosto de 1999, frente al Newcastle United.
A pesar de ser comprado inicialmente para formar parte del ataque del Mánchester, en el flanco izquiero junto a Ryan Giggs, fueron sus cualidades defensivas las que hicieron a Alex Ferguson replantearle como volante central o lateral izquierdo. Allí pasó sus mejores años como futbolista, a pesar de que nunca llegó a ser titular, ganó la Copa Intercontinental de 1999 y una Community Shield de 2003.
Fue puesto en libertad por el club antes de la campaña 2006-07. Así, se unió a Bolton Wanderers, sin embargo, Fortune se lesionó contra el Arsenal FC y apenas pudo jugar 6 partidos en toda la temporada.
Tras pasar por la Premier League por equipos de menor categoría (Sheffield United, Sunderland AFC) el 6 de octubre de 2008, ficha por el Brescia Calcio de la Serie B italiana pero tampoco cuenta con muchos minutos.
El 2 de febrero de 2009 firma, en una transferencia libre, por el AFC Tubize belga, aunque fue puesto en libertad a final de la temporada.
El 4 de agosto de 2009, firmó un contrato a corto plazo con el Doncaster Rovers. Al término de la temporada, no se le ofreció una extensión de contrato y abandonó el club el 4 de febrero de 2010.

### Entrenador
Tras su retirada, Quinton forma parte del personal técnico del Manchester United, con la intención de conseguir el título de entrenador en 2013.
Tras pasar varios años en categorías formativas inglesas, se incorporó en 2020 al Reading de la EFL Championship como segundo entrenador de Veljko Paunović. 
Después, en noviembre de 2022 se mantuvo como segundo del técnico serbio en su paso al Chivas de Guadalajara de la Liga MX.
En 2024, se trasladó a Tigres UANL, con el resto del cuerpo técnico del Chivas.
Tras abandonar el fútbol mexicano, siguió ligado a Paunovic, en este caso, en el Real Oviedo de la Segunda División de España.

### Selección nacional
Fortune debutó con la selección de Sudáfrica en 1996 y desde entonces, y hasta 2005, disputó 53 encuentros y anotó 2 goles.
Formó parte del combinado sudafricano en las citas mundialistas de 1998 y 2002, aunque su selección no pasó de la primera fase en ambas.
Anteriormente, también disputó el Torneo masculino de fútbol en los Juegos Olímpicos de Sídney 2000.

#### Participaciones en Copas del Mundo
| Mundial                        | Sede                  | Resultado    |
| ------------------------------ | --------------------- | ------------ |
| Copa Mundial de Fútbol de 1998 | Francia               | Primera fase |
| Copa Mundial de Fútbol de 2002 | Corea del Sur y Japón | Primera fase |

## Clubes
| Club               | País       | Año       | PJ (Goles) |
| ------------------ | ---------- | --------- | ---------- |
| RCD Mallorca       | España     | 1995      | 12 (0)     |
| Atlético de Madrid | España     | 1996-1999 | 10 (0)     |
| Manchester United  | Inglaterra | 1999-2006 | 126 (5)    |
| Bolton Wanderers   | Inglaterra | 2006-2007 | 7 (0)      |
| Brescia Calcio     | Italia     | 2008      | 1 (0)      |
| AFC Tubize         | Bélgica    | 2009      | 9 (0)      |
| Doncaster Rovers   | Inglaterra | 2009-2010 | 7 (1)      |
| Total              |            |           | 112 (6)    |

## Palmarés

### Campeonatos nacionales
| Título           | Club                    | País       | Título  |
| ---------------- | ----------------------- | ---------- | ------- |
| Primera División | Atlético Madrid         | España     | 1995/96 |
| Copa del Rey     | Atlético Madrid         | España     | 1995/96 |
| Premier League   | Manchester United F. C. | Inglaterra | 1999/00 |
| Premier League   | Manchester United F. C. | Inglaterra | 2000/01 |
| Premier League   | Manchester United F. C. | Inglaterra | 2002/03 |
| Community Shield | Manchester United F. C. | Inglaterra | 2003    |
| FA Cup           | Manchester United F. C. | Inglaterra | 2003/04 |

### Campeonatos internacionales
| Título                | Club                    | Lugar | Año  |
| --------------------- | ----------------------- | ----- | ---- |
| Copa Intercontinental | Manchester United F. C. | Tokio | 1999 |